# Capitol (Nieuwe Binnenweg)
Het Capitol theater was een bioscoop in Rotterdam.
Capitol was de opvolger van de WB-bioscoop. Van 1931 tot en met 1962 werd de bioscoop onder die naam geëxploiteerd door een Amsterdams concern. Met 1241 zitplaatsen in 1962 was het een van de grootste bioscoopzalen van de stad.

## Geschiedenis
Tijdens de Tweede Wereldoorlog werden er in het Capitol speciale voorstellingen gegeven voor de Wehrmacht en Kriegsmarine. Na de oorlog wordt de zaal uitgebaat door het Strengholt concern dat later fuseert met Maatschappij Tuschinkski.
In 1962 wordt het pand ingrijpend verbouwd. De grote zaal wordt omgedoopt tot Grand (verijzend naar Tuschinski's vooroorlogse Grand Theatre dat werd verwoest in 1940) en er komt een kleine bovenzaal met de naam Studio '62.

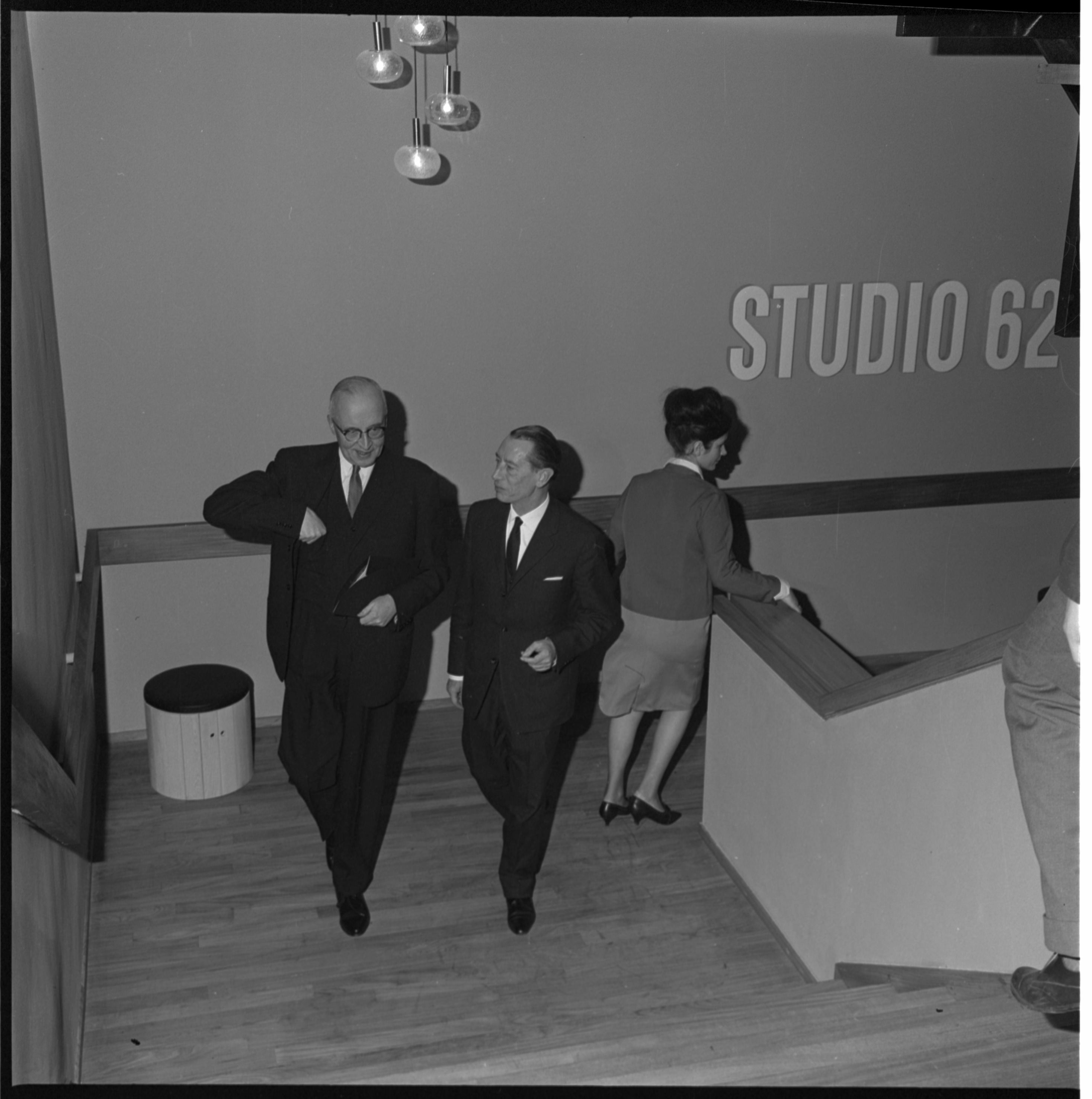
Opening in aanwezigheid van burgemeester Van Walsum (links) van de dubbelbioscoop Grand en Studio'62 (het voormalige Capitol Theater).